# Kabinett Stolojan

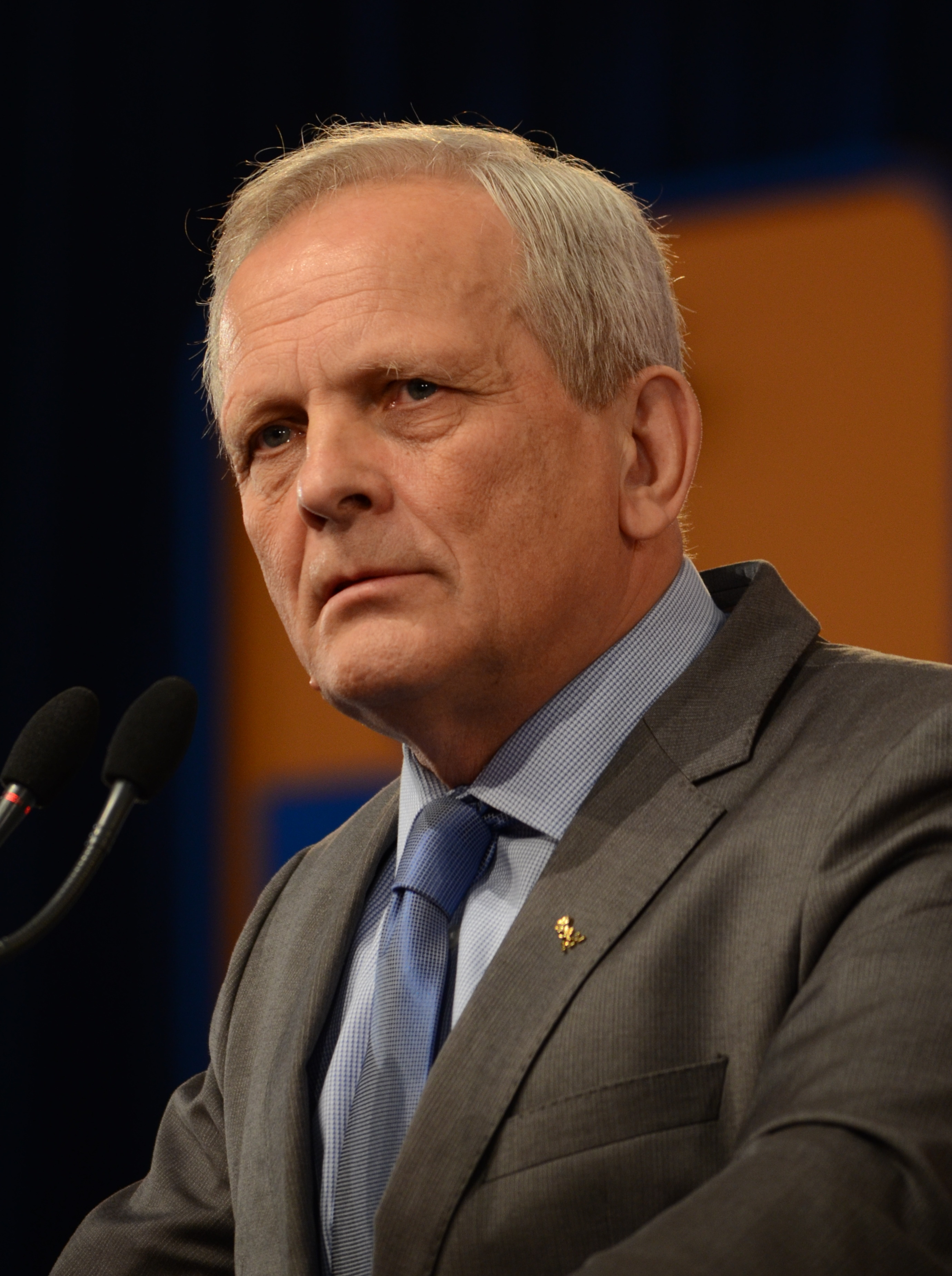
Theodor Stolojan war zwischen 1991 und 1992 Ministerpräsident Rumäniens.

Das Kabinett Stolojan wurde in Rumänien am 16. Oktober 1991 von Ministerpräsident Theodor Stolojan gebildet, der bereits zum 1. Oktober 1991 von Petre Roman das Amt des Ministerpräsidenten übernommen hatte. Am 16. Oktober 1991 löste sein Kabinett schließlich das Kabinett Roman III ab. Dem Kabinett gehörten neben Parteilosen Mitglieder der Frontul Salvării Naționale (FSN), der Partidul Național Liberal (PNL), der Mișcarea Ecologistă din România (MER) und der Partidul Democrat Agrar din România (PDAR) an. Am 16. Oktober 1991 wurde über die Zusammensetzung der von Stolojan geführten Regierung in der Abgeordnetenkammer abgestimmt, im Senat erreichten Victor Babiuc und Ludovic Spiess jedoch nicht die für die Ernennung erforderliche Stimmenzahl. Am darauf folgenden 17. Oktober 1991 schlug Stolojan erneut die beiden Minister Babiuc und Spiess vor, die dieses Mal ebenfalls vom Senat gewählt werden.
Am 8. Dezember 1992 wurde die neue Verfassung Rumäniens durch eine Volksabstimmung angenommen. Am 11. Dezember 1991 kündigte Präsident Ion Iliescu Verhandlung mit der Ukraine über eine Korrektur der Grenzen an. Bei der Parlamentswahl am 27. September 1992 gewann die am 31. März 1992 von der FSN abgespaltene Frontul Democrat al Salvării Naționale (FDSN), eine Sammlung links-konservativer Kräfte und Altkommunisten des amtierenden Präsidenten Iliescu 3.015.708 Stimmen (27,7 Prozent) und 117 Sitze in der Abgeordnetenkammer (Camera Deputaților). Den zweiten Platz erreichte die Convenția Democrată Română, ein aus PNȚ-CD, PAC, PNL-AT, PNL-CD, PSDR, PER und FER bestehendes Wahlbündnis, mit 2.177.144 Stimmen (20 Prozent) und 82 Sitzen, während die bislang regierende FSN 56,1 Prozentpunkte verlor und mit 1.108.500 Stimmen (10,2 Prozent) nur noch 43 Mandate erhielt. Bei der Stichwahl für das Amt des Staatspräsident am 11. Oktober 1992 siegte Amtsinhaber Ion Iliescu.
Das Kabinett Stolojan blieb bis zum 19. November 1992 im Amt und wurde im Anschluss vom Kabinett Văcăroiu abgelöst.

## Kabinettsmitglieder
| Amt                                                                                                   | Amtsinhaber             | Partei      | Beginn der Amtszeit | Ende der Amtszeit |
| --- | ----------------------- | ----------- | ------------------- | ----------------- |
| Ministerpräsident                                                                                     | Theodor Stolojan        | FSN         | 16. Oktober 1991    | 19. November 1992 |
| Innenminister                                                                                         | Victor Babiuc           | FSN         | 16. Oktober 1991    | 19. November 1992 |
| Außenminister                                                                                         | Adrian Năstase          | FSN         | 16. Oktober 1991    | 19. November 1992 |
| Minister für Wirtschaft und Finanzen                                                                  | George Danielescu       | PNL         | 16. Oktober 1991    | 19. November 1992 |
| Minister für Haushalt, Staatseinnahmen und Finanzkontrolle im Ministerium für Wirtschaft und Finanzen | Florian Bercea          | FSN         | 16. Oktober 1991    | 19. November 1992 |
| Justizminister                                                                                        | Mircea Ionescu-Quintus  | PNL         | 16. Oktober 1991    | 19. November 1992 |
| Kulturminister                                                                                        | Ludovic Spiess          | FSN         | 16. Oktober 1991    | 19. November 1992 |
| Minister für Bildung und Wissenschaft                                                                 | Mihail Golu             | FSN         | 16. Oktober 1991    | 19. November 1992 |
| Minister für nationale Verteidigung                                                                   | General Niculae Spiroiu | FSN         | 16. Oktober 1991    | 19. November 1992 |
| Industrieminister                                                                                     | Dan Constantinescu      | Parteiloser | 16. Oktober 1991    | 19. November 1992 |
| Minister für Kommunikation                                                                            | Andrei Chirică          | FSN         | 16. Oktober 1991    | 19. November 1992 |
| Minister für Handel und Tourismus                                                                     | Constantin Fota         | FSN         | 16. Oktober 1991    | 19. November 1992 |
| Minister für öffentliche Arbeiten und Raumplanung                                                     | Dan Nicolae             | FSN         | 16. Oktober 1991    | 19. November 1992 |
| Verkehrsminister                                                                                      | Traian Băsescu          | FSN         | 16. Oktober 1991    | 19. November 1992 |
| Umweltminister                                                                                        | Marcian Bleahu          | MER         | 16. Oktober 1991    | 19. November 1992 |
| Gesundheitsminister                                                                                   | Mircea Maiorescu        | FSN         | 16. Oktober 1991    | 19. November 1992 |
| Minister für Arbeit und Sozialschutz                                                                  | Dan Mircea Popescu      | FSN         | 16. Oktober 1991    | 19. November 1992 |
| Minister für Jugend und Sport                                                                         | Ioan Moldovan           | FSN         | 16. Oktober 1991    | 19. November 1992 |